# Sistotremella hauerslevii
Sistotremella hauerslevii är en svampart som beskrevs av Hjortstam 1984. Enligt Catalogue of Life ingår Sistotremella hauerslevii i släktet Sistotremella,  och familjen Hydnodontaceae, men enligt Dyntaxa är tillhörigheten istället släktet Sistotremella,  och familjen Sistotremataceae. Artens status i Sverige är: Ej påträffad. Inga underarter finns listade i Catalogue of Life.